# Десантненська сільська рада
Деса́нтненська сільська́ ра́да — колишня адміністративно-територіальна одиниця та орган місцевого самоврядування в Кілійському районі Одеської області. Адміністративний центр — село Десантне.

## Загальні відомості
Десантненська сільська рада утворена в 1944 році.
- Територія ради: 78,9 км²
- Населення ради: 2 403 особи (станом на 2001 рік)

## Населені пункти
Сільській раді були підпорядковані населені пункти:
- с. Десантне
- с. Новомиколаївка

## Населення
Згідно з переписом 1989 року населення сільської ради становило 2590 осіб, з яких 1179 чоловіків та 1411 жінок.
За переписом населення 2001 року в сільській раді мешкало 2368 осіб.

### Мова
Розподіл населення за рідною мовою за даними перепису 2001 року:
| Мова       | Відсоток |
| ---------- | -------- |
| українська | 76,65 %  |
| російська  | 18,02 %  |
| молдовська | 2,54 %   |
| болгарська | 1,08 %   |
| гагаузька  | 0,87 %   |
| циганська  | 0,54 %   |
| білоруська | 0,08 %   |
| вірменська | 0,04 %   |

## Склад ради
Рада складалася з 16 депутатів та голови.
- Голова ради: Кравченко Микола Іванович
- Секретар ради: Воїнська Лілія Віталіївна

### Керівний склад попередніх скликань
| Прізвище, ім'я, по батькові | Основні відомості                                                                                        | Дата обрання | Дата звільнення |
| --------------------------- | --- | ------------ | --------------- |
| Кравченко Микола Іванович   | Сільський голова, 1947 року народження, освіта середня спеціальна                                        | 26.03.2006   | 31.10.2010      |
| Кравченко Микола Іванович   | Сільський голова, 1947 року народження, освіта середня спеціальна, член політичної партії «Наша Україна» | 31.10.2010   | 25.10.2015      |

Примітка: таблиця складена за даними сайту Верховної Ради України

### Депутати
За результатами місцевих виборів 2010 року депутатами ради стали:

#### За суб'єктами висування
| Суб'єкт висування                                       | Кількість обраних депутатів | %    |
| ------------------------------------------------------- | --------------------------- | ---- |
| Партія регіонів                                         | 6                           | 37,5 |
| Самовисування                                           | 6                           | 37,5 |
| Політична партія Всеукраїнське об'єднання «Батьківщина» | 2                           | 12,5 |
| Соціалістична партія України                            | 2                           | 12,5 |

#### За округами
| № округу                                                | Прізвище, ім'я, по батькові     | Дата визнання обраним | Освіта  | Партійна приналежність                        | Відомості про обраного депутата                                |
| ------------------------------------------------------- | ------------------------------- | --------------------- | ------- | --------------------------------------------- | -------------------------------------------------------------- |
| Партія регіонів                                         |                                 |                       |         |                                               |                                                                |
| 1                                                       | Дубський Сергій Миколайович     | 05.11.2010            | середня | член Партії регіонів                          | Десантненський будинок культури, директор                      |
| 3                                                       | Новікова Світлана Костянтинівна | 05.11.2010            | середня | член Партії регіонів                          | ДП "Агрофірма «Рута», агроном — обліковець                     |
| 6                                                       | Мишалова Жанна Василівна        | 05.11.2010            | вища    | член Партії регіонів                          | Десантненська загальноосвітня школа І-ІІІ ст., директор        |
| 8                                                       | Рабченюк Василь Дмитрович       | 05.11.2010            | середня | член Партії регіонів                          | пенсіонер                                                      |
| 12                                                      | Кучеренко Лілія В'ячеславівна   | 05.11.2010            | вища    | член Партії регіонів                          | Дошкільний навчальний заклад ясла-садок «Сонечко», завідувачка |
| 14                                                      | Хивук Раїса Василівна           | 05.11.2010            | вища    | член Партії регіонів                          | Новомиколаївська загальноосвітня школа І-ІІ ст., директор      |
| Політична партія Всеукраїнське об'єднання «Батьківщина» |                                 |                       |         |                                               |                                                                |
| 2                                                       | Гладченко Тетяна Дмитрівна      | 05.11.2010            | середня | член Всеукраїнського об'єднання «Батьківщина» | фермерське господарство, фермер                                |
| 5                                                       | Воїнська Лілія Віталіївна       | 05.11.2010            | середня | член Всеукраїнського об'єднання «Батьківщина» | Десантненська сільська рада, секретар                          |
| Соціалістична партія України                            |                                 |                       |         |                                               |                                                                |
| 15                                                      | Бабенко Аркадій Миколайович     | 05.11.2010            | середня | член Соціалістичної партії України            | приватний підприємець                                          |
| 16                                                      | Кулєв Георгій Костянтинович     | 05.11.2010            | середня | член Соціалістичної партії України            | тимчасово не працює                                            |
| Самовисування                                           |                                 |                       |         |                                               |                                                                |
| 4                                                       | Вишенько Людмила Миколаївна     | 05.11.2010            | вища    | позапартійна                                  | Десантненська загальноосвітня школа І-ІІІ ст., вчитель         |
| 7                                                       | Афанасенко Наталя Полікарпівна  | 05.11.2010            | середня | позапартійна                                  | Десантненський будинок культури, художній керівник             |
| 9                                                       | Власенко Михайло Іванович       | 05.11.2010            | середня | позапартійний                                 | фермерське господарство, фермер                                |
| 10                                                      | Осадчій Григорій Георгійович    | 05.11.2010            | середня | позапартійний                                 | тимчасово не працює                                            |
| 11                                                      | Григоренко Аліна Миколаївна     | 05.11.2010            | вища    | позапартійна                                  | тимчасово не працює                                            |
| 13                                                      | Яковенко Павло Васильович       | 05.11.2010            | вища    | позапартійний                                 | пенсіонер                                                      |